# Heinrich I. (Regenstein-Blankenburg)
Graf Heinrich (I.) von Regenstein (erwähnt zwischen 1172 und 1235) war Regent der Grafschaften Regenstein und Blankenburg im Harz.

## Leben
Er stammte aus dem Geschlecht der Grafen von Regenstein und war der Sohn des  Grafen Siegfried von Regenstein. 1172 wird er erstmals als comes de Blankenburg und 1192 als comes de Regenstein urkundlich erwähnt. Graf Ulrich (I.) von Regenstein war sein Sohn, der die Heimburger Linie der Familie gründete.